# Pietro Aldobrandini
Pietro Aldobrandini, född 31 mars 1571 i Rom, död 10 februari 1621 i Rom, var en italiensk kardinal och konstmecenat. Han var son till Pietro Aldobrandini och Flaminia Ferracci och brorson till Ippolito Aldobrandini, påve Clemens VIII.